# لورين آيسلي
لورين آيسلي (بالإنجليزية: Loren Eiseley) (3 سبتمبر 1907 – 9 يوليو 1977) كان عالم أنثروبولوجيا أمريكيًا، ومعلمًا، وفيلسوفًا، وكاتب علوم طبيعية، درّس ونشر عدة كتب منذ خمسينيات القرن العشرين وحتى سبعينياته. حصل على الدكتوراه الفخرية عدة مرات، وكان زميلًا في العديد من الجمعيات المهنية. عند وفاته، كان أستاذ الأنثروبولوجيا وتاريخ العلوم بدرجة بنجامين فرانكلين في جامعة بنسلفانيا.
كان «عالمًا وكاتبًا في الخيال والنعمة»، امتدت شهرته وإنجازاته لأبعد بكثير من الحرم الجامعي الذي درّس فيه ثلاثين عامًا. أشارت إليه مجلة بابليشرز ويكلي بـ«ثورو الحديث». انعكست في نطاق واسع من كتاباته مواضيع مثل آراء السير فرانسيس بيكون، والأصول ما قبل التاريخية للإنسان، وإسهامات تشارلز داروين.
نشأت شهرة آيسلي من خلال كتبه بالدرجة الأولى، بما فيها الرحلة الكبيرة (1957)، وقرن دارون (1958)، والكون غير المتوقع (1969)، وبلد الليل (1971)، ومذكراته كل الساعات الغريبة (1971). أشاد به كاتب العلوم أورفيل بريسكون بصفته العالم «الذي بإمكانه الكتابة بحساسية شعرية وبإحساس صافٍ بالعجائب والتقديس قبل أسرار الحياة والطبيعة». رأت الكاتبة المختصة بعلم الطبيعة ماري إلين بيتس أن دمج آيسلي للأدب والطبيعة في كتاباته هو «سعيه، وليس من أجل دمج العلم والأدب معًا ببساطة... بل هو استمرار لما فعله علماء الطبيعة البريطانيون وثورو في القرنين الثامن عشر والتاسع عشر». في مديح لـ«الكون غير المتوقع»، علّق راي برادبوري: «[آيسلي] هو كاتب لكل كاتب، وإنسان لكل إنسان... هو واحد منا، لكنه استثنائِيّ...»
طبقًا لنعيه في صحيفة نيويورك تايمز، تم التعبير بأفضل طريقة عن الشعور والتحفيز الفلسفي لكامل جسد عمل آيسلي في واحدة من مقالته، الزجاج المفتون: «كتب عالم الأنثروبولوجيا عن الحاجة إلى عالم طبيعة تأملي، رجل كان لديه، في حقبة أقل احتمامًا، الوقتُ للمراقبة، والتأمل، والحلم». تلقى قبل وفاته بفترة قصيرة جائزة من متحف بوسطن للعلوم لـ«مساهمته الرائعة في الفهم العام للعلوم»، وأخرى من جمعية هيومين في الولايات المتحدة لـ«مساهمته الكبيرة في تطوير الحياة والبيئة في هذا البلد».

## نشأته
وُلد في لينكولن، نبراسكا. عاش آيسلي مع أب كادح وأم صماء عانت مرضًا عقليًا. كان منزلهم يقع في ضواحي المدينة حيث كان، كما كتب الكاتب نعومي بريل، «معزولًا عن الناس والمجتمع، شعروا فيه أنهم تفرقوا بسبب الفقر وسوء الحظ الأسري». تبدأ سيرته الذاتية كل الساعات الغريبة بـ«التجارب التي عاشها في طفولته كفكرة متأخرة مُضطربة، خسرت تأثيرها بعد زواج والديه الخالي من الحب».
كان والده، كلايد، رجل مبيعات أدوات منزلية، يعمل لساعات طويلة وبأجر زهيد، كما كتب بريل. ومع هذا، بصفته ممثلًا شكسبيريًا هاويًا، كان باستطاعته أن يعطي ابنه «حبًا للغة والكتابة الجميلتين». كانت والدته، دايزي كوري، فنانة براري عصامية واعتُبرت امرأة جميلة. فقدت قدرتها على السمع في طفولتها، وكانت تبدي أحيانًا سلوكًا غير منطقي وعدواني، ما جعل آيسلي يشعر بالبعد عنها، وربما ساهم في تعاسة زواج والديه.
على أي حال، أدى السكن في ضواحي المدينة إلى اهتمام آيسلي المبكر بعالم الطبيعة، إذ كان يهرب إليها حين يكون البقاء في المنزل صعبًا جدًا. هناك، كان يستطيع اللعب في المغارات وقرب ضفاف الجداول. لحسن الحظ، كان هناك من فتح له بابًا لحياة أفضل. فمثلًا، أعطاه أخوه غير الشقيق ليو نسخة من رواية روبنسون كروزو، فتعلم القراءة بنفسه من خلالها. بعد ذلك، تمكن من إيجاد سبل للوصول إلى المكتبة العامة وأصبح قارئًا نهمًا بعدها.
درس آيسلي لاحقًا في مدارس لينكولن العامة. في المدرسة الثانوية، كتب آيسلي أنه يريد أن يصبح كاتبًا. وصف لاحقًا الأراضي المحيطة بلينكلون بأنها «مسطحة ومغطاة بالعشب وتبتسم بهدوء جدًا للشمس فبدت أنها شابة للأبد، لم يمسها عقل ولا وقت؛ برارٍ مشمسة وخالدة لم يمر فوقها شيء غير ظبي أو طير يتجول». لكن، مضطربًا من وضع المنزل ومرض والده ووفاته الحديثة، ترك آيسلي الدراسة وعمل في وظائف وضيعة.

سجل آيسلي في جامعة نبراسكا، حيث كتب في صحيفة ذا براير شونر المنشئة حديثًا، وذهب إلى حفريات الآثار لمتحف التاريخ الطبيعي للكلية، موريل هال. في عام 1927، شُخصت إصابته بمرض السل وترك الجامعة وانتقل إلى الصحراء الغربية، معتقدًا أن الهواء الأكثر جفافًا سيحسّن حالته. لكنه سرعان ما أصبح قلقًا وتعيسًا هناك، ما قاده إلى التجول كالمتشرد حول المدينة بالقفز على قطارات الشحن (كما فعل الكثيرون خلال الكساد الكبير). كتب أستاذ الدين ريتشارد وينتز عن هذه الفترة:
كان لورين آيسلي تائهًا في شبابه. تجول من سهول نبراسكا نحو غرب أمريكا. أحيانًا وهو مريض، وأحيانًا أخرى مختبرًا قوته بحزام فضول المنفيين المتنقلين الذين اكتشفوا الأرض فوق ربطات عنق السكك الحديدية المتموجة، اكتشف روحه حين بحث ليلمس الماضي البعيد. أصبح عالمًا في الطبيعة وصياد عظام لأن شيئًا ما حول الطبيعة كان قد ربط عقله بولادة الحياة ذاتها وموتها.

## مسيرته الأكاديمية
عاد آيسلي أخيرًا إلى جامعة نبراسكا وحصل على شهادة بكالوريوس الآداب في اللغة الإنجليزية وعلى بكالوريوس العلوم في الجيولوجيا/الأنثروبولوجيا. في الجامعة، عمل محررًا في المجلة الأدبية ذا براير شونر، ونشر شعره وقصصه القصيرة. ألهمته بعثات غير الخريجين إلى نبراسكا الغربية والجنوب الغربي للبحث عن الحفريات والقطع الأثرية البشرية كثيرًا من أعماله الأولى. دوّن لاحقًا أنه جاء من علم الحفريات إلى علم الإنسان، مفضّلًا ترك مواقع القبور غير الملموسة ما لم يهددها التدمير.
حصل آيسلي على شهادة الدكتوراه من جامعة بنسلفانيا في عام 1937 وكتب أطروحته المعنونة «ثلاثة مؤشرات للعصر الرباعي وتأثيرها في عصور ما قبل التاريخ: دراسة نقدية»، التي ابتدأ بها مسيرته الأكاديمية. بدأ بالتدريس في جامعة كانساس في السنة نفسها. خلال الحرب العالمية الثانية، درّس آيسلي مادة التشريح لطلاب الطب الاحتياطيين في جامعة كانساس.
غادر جامعة كانساس في عام 1944 ليتولى منصب مدير قسم السوسيولوجيا والأنثروبولوجيا في جامعة أوبرلين في أوهايو. في عام 1947، عاد إلى جامعة بنسلفانيا ليرأس قسم الأنثروبولوجيا. انتُخب رئيسًا للمعهد الأمريكي لحفريات الإنسان في عام 1949. كان عميدًا في جامعة بنسلفانيا منذ عام 1959 وحتى عام 1961، وقد خصصت جامعة بنسلفانيا له منصبًا خاصًا متعدد التخصصات في عام 1961.
كان آيسلي زميلًا أيضًا في عدة جمعيات مهنية بارزة، بما فيها الجمعية الأمريكية لتقدم العلوم، والأكاديمية الأمريكية للفنون والعلوم، والمعهد الأمريكي للفنون والآداب، والجمعية الأمريكية للفلسفة.
قبل وفاته في عام 1977، كان أستاذ الأنثروبولوجيا وتاريخ العلوم بدرجة بنجامين فرانكلين، والأمين على قسم الإنسان البدائي في متحف جامعة بنسلفانيا. حاز على ست وثلاثين درجة دكتوراه فخرية خلال عشرين سنة، وكان أكثر الأعضاء تكريمًا في جامعة بنسلفانيا منذ زمن بنجامين فرانكلين. فاز في عام 1976 بجائزة برادفورد واشبورن من متحف بوسطن للعلوم لمساهمته الرائعة في فهم العامة للعلوم، وفاز بميدالية جوزيف وود كراتش من منظمة هيومين في الولايات المتحدة لمساهمته الكبيرة في تطوير الحياة والبيئة في هذا البلد.

## كتبه
بالإضافة إلى عمله العلمي والأكاديمي، بدأ آيسلي في منتصف أربعينيات القرن العشرين بنشر مقالاته التي جذبت انتباه جمهور أكبر إليه. كتب عالم الأنثروبولوجيا بات شيبمان:
الكلمات التي تدفقت من قلمه… الصور والرؤى التي كشفها، عبقرية الرجل ككاتب، تفوق عجزه الاجتماعي. كانت الكلمات ما جعله في مواقف تكريمية متعددة، كانت الكلمات ما جعل الطلاب يندفعون إلى صفوفه المجهضة، كانت الكلمات ما أكسبه منصبًا مناسبًا كمحاضر وجوائز أيضًا. فشل معاصروه في رؤية ازدواجية الرجل، ما سبب الخلط بين الصوت العميق الحكيم لكتابات آيسلي وصوت آيسلي ذاته. كان هاربًا طبيعيًا، ثعلبًا على حافة الخشب (كما عبّر مجازًا)...
نشر آيسلي أعماله بأنواع مختلفة، بما فيها الشعر، والسيرة الذاتية، وتاريخ العلوم، وسير الحياة، والمقالات غير الخيالية. استخدم باتساق نمطًا كتابيًا شعريًا في كل نموذج من كتاباته. يعكس نمط آيسلي بالكتابة ما سمّاه المقالة المخفية؛ قطعة من الكتابة تجمع البعد الشخصي بأفكار أكثر علميةً. كان نمط كتابته فريدًا إذ استطاعت نقل أفكار معقدة عن أصل الإنسان والعلاقة بين البشر والعالم الطبيعي إلى جمهور غير علمي. يصف روبرت جي. فرانك مقالات آيسلي بأنها مسرحية ودرامية. ويلاحظ أيضًا تأثير موهبة والده بصفته فنانًا شكسبيريًا في كتاباته، مشيرًا إلى أن مقالاته تحتوي في الغالب على عناصر دراماتيكية تُوجد عادةً في المسرحيات.
كتب ريتشارد وينتز في وصف كتابات آيسلي: «كما هو حال أعمال أي عالم في الطبيعة، تتعامل مقالات آيسلي وقصائده مع الحيوانات والنباتات في أمريكا الشمالية. تبحث أعماله عن مفهوم التطور، الذي استهلك الكثير من انتباهه العملي وهو يدرس العظام والشظايا والكنوز الدفينة. كل مراقبة علمية تقود إلى انعكاس».

قال الكاتب مايكل ليند في مقابلة معه على الإذاعة الوطنية العامة:
قبل صعود طبقة المثقفين الواعين، قضى معظم المثقفين -فضلًا عن الغالبية الأمية- معظم وقتهم في الريف أو كانوا، إن سكنوا في المدن، يبعدون أحياء قليلة عن الأراضي الزراعية أو البراري... ولكي لا تصبح هناك ثقافة مضادة، ظننتُ أن المفكرين الذين سكنوا في صناديق مغلقة ومكيفة وعملوا تحت أضواء صناعية (وأنا منهم) غير طبيعيين كما القرود في الأقفاص في حدائق الحيوانات. من هذه الناحية، كان علماء الطبيعة كآيسلي أكثر البشر الطبيعيين بين المفكرين يقضون الكثير من الوقت في الهواء الطلق ويعرفون أسماء النباتات والحيوانات التي يرونها... بسبب كل معرفته العلمية، امتلك آيسلي خيالًا شعريًا، وسينمائيًا حتى.

### أهداف كتاباته
يصف ريتشارد وينتز المغزى من كتابات آيسلي والغايات التي تسعى إليها: «أصبحت الكتابة بالنسبة إلى لورين آيسلي شكلًا من أشكال التأمل. التأمل هو أحد الأنشطة التي يقوم بها الإنسان يتوجه فيها العقل والروح والجسم بعضهم إلى بعض في عزلة. لم يأخذ العلماء والنقاد إلى الآن قدرًا كاملًا من التأمل بصفته فنًّا متعلق بغاية جميع الأنشطة المتعلقة بالعلماء؛ لرؤية الأمور كما هي في الحقيقة... باستعمال أساليب السرد والرمزية والإيضاح، تمتع آيسلي بقدرة خارقة على جعلنا نشعر بأننا نرافقه في رحلته إلى عمق هذا الكون. سواء كان يفسر التاريخ أو يعلق على أفكار فيلسوفٍ، أو عالمٍ، أو عالم لاهوت، يأخذنا آيسلي معه في زيارة شخصية».

## روابط خارجية
- لورين آيسلي على موقع الموسوعة البريطانية (الإنجليزية)
- لورين آيسلي على موقع إن إن دي بي (الإنجليزية)